# 統一二軍
統一二軍為中華職棒統一獅的二軍球隊，目前二軍總教練是劉育辰。

## 歷史
1990年，統一獅於中華職棒元年即設立二軍，是台灣最早設立二軍的職棒球隊。但職棒聯盟當時尚未規劃二軍比賽，統一二軍無法發揮實質效益，造成多次解散又重組。2006年，中華職棒開辦代訓對抗賽後，統一二軍的存在才確定下來，持續辦理至今日。曾經幫助統一二軍拿下首座年度總冠軍的是時任二軍總教練羅敏卿。

## 特殊事蹟
年度總冠軍
- 職棒21年（2010年）二軍年度總冠軍
- 職棒25年（2014年）二軍年度總冠軍

交流賽
- 職棒30年（2019年）二軍交流盃賽總冠軍
- 職棒33年（2022年）台灣未來之星棒球邀請賽總冠軍

## 外部連結
- 統一二軍在台灣棒球維基館上的頁面（繁體中文）